# Werner Wilken
Werner Wilken (* 31. Januar 1936 in Hamburg) ist ein deutscher Politiker. Er war Mitglied der Bremischen Bürgerschaft (SPD).   

## Biografie
Wilken war als Polizeibeamter in Bremerhaven tätig. 
Er war Mitglied in der SPD in einem Ortsverein in Bremerhaven und in verschiedenen Funktionen aktiv. Er war für die SPD von 1976 bis 1983 in der 9. und 10. Wahlperiode sieben Jahre lang Mitglied der Bremischen Bürgerschaft und in der Bürgerschaft in verschiedenen Deputationen tätig. 